# Kaj Steenkjær
Kaj Steenkjær (14. marts 1937 i Fårvang – 4. februar 2010 i Sejs) var en dansk erhvervsleder, der fra 1990 til 1997 var ordførende direktør for Jyske Bank.
Steenkjær begyndte som bankelev i Silkeborg Bank i 1954. Han blev senere leder af bankens regnskabsafdeling og fik tillige ansvar for fondsafdelingen, indtil han i 1980 blev medlem af direktionen og her var med i forarbejdet til overtagelsen af Alex Brask Thomsens Finansbanken. Han afløste i 1990 bankens stifter Poul Norup som ordførende direktør; en post, han fratrådte for at gå på pension i 1997. 
Økonomien i Danmark var i de første mange år af Kaj Steenkjærs lederskab præget af tømmermænd ovenpå forbrugsfest i midten af 1980'erne, men den største udfordring blev dog Gibraltar-sagen, der i 1992 sendte Jyske Bank ud i et voldsomt stormvejr og kostede banken over 400 millioner kroner. Steenkjær måtte desuden selv vidne i en civil retssag i London. 
Trods den alvorlige situation lykkedes det Steenkjær at føre banken sikkert videre. Han var som direktionsmedlem og senere direktør med til at løfte Jyske Bank fra at være et regionalt pengeinstitut til at være Danmarks fjerdestørste pengeinstitut med 152 afdelinger og 3.000 medarbejdere, og han stod for en åben stil, hvor han foruden Gibraltar-sagen også fortalte om millionkreditterne, banken havde ydet til Nordisk Fjer. Med baggrund bl.a. i sine erfaringer fra Gibraltar-sagen interesserede Steenkjær sig meget for forretningsetik og blev gennem et samarbejde med Handelshøjskolen i Aarhus en af pionererne i udviklingen af værdibaseret ledelse. 
Efter at hans efterfølger Anders Dam i 1992 forlod den finansielle verden til fordel for et job som direktør i Aarhus Stiftsbogtrykkeri, blev han i 1994 hentet tilbage af Steenkjær. 
Steenkjær var Ridder af Dannebrog. Han var bosiddende i Sejs ved Silkeborg.